# Пустини
Пустини (пол. Pustyny) — село-присілок Кросьценка-Вижнього в гміні Кросьценко-Вижнє Кросненського повіту в Підкарпатському воєводстві Польщі.

## Розташування
Село лежить на рівнинній місцевості. Через Пустини пролягає річка Флюса: вона несе свої води через село з лісу із боку Залісся й Тарговиськ, а тоді впадає до Віслока у Кросценку Вижньому. Більшість села розташована на північному боці річки.

## Історія
Уперше люди поселилися на цьому місці у 1600-х роках. Новий розвиток поселенню дав так званий «угорський тракт». Також 1884 року біля села було споруджено залізницю з Ясла до Загір'я. Найближча станція поруч — у Тарговиськах.
До Другої світової війни Пустини були фільварком, що належав панам із Кросценка-Вижнього.
Під час світової війни поруч із селом Люфтваффе розташувало військове летовище. Після відступу гітлерівських військ ним користувалась Червона армія. Сьогодні летовище має назву Івонич та належить Польському аероклубу з міста Кросно.
10 червня 1997 року під час п'ятого паломництва до вітчизни на летовищі біля Пустин приземлився літак із папою Іваном Павлом ІІ.
У 1953 році через село прокладено електромережу, а у 1961-1964 Пустини газифіковано. 1972 року здано в експлуатацію споруду місцевої пожежної служби.
7 липня 1977 року в Пустинах трапилась аварія рейсового автобусу, внаслідок ДТП померли четверо осіб.
З 28 червня 1998 року в селі є власна католицька парафія, що охоплює також село Залісся.

## Пам'ятки
У селі є декілька хат, споруджених у ХІХ столітті.